# محمد شكري المفتي
محمد شكري المفتي، ونسبه محمد شكري بن عبد الكريم بن ملا قاسم أفندي المفتي بن محمد بن عبد الله آل عريم العاني، وهو عميد معهد الفنون الجميلة في بغداد.
ولقد ولد شكري في قضاء عنة عام 1327هـ/ 1909م، ونشأ وتربى بين علماء عائلة المفتي الدينية، وهي عائلة لها جذورها التاريخية حيث توارثت مهنة الافتاء ومعروف مركزها الاجتماعي في قضاء عنة.

## نشأته ودراسته
نشأ محمد شكري في قضاء عنة وتعلم القراءة والكتابة وحفظ القرآن عند الكتاتيب وهو صغير، ثم التحق بمدارس قضاء عنة، وبعد اكماله الدراسة المتوسطة سافر إلى بغداد في عام 1922م، حيث دخل كلية الإمام الأعظم في الأعظمية، وفترة الدراسة فيها كانت ستة سنوات بعد الدراسة المتوسطة، وهي تدرس العلوم الدينية علاوة على العلوم الفقهية وعلوم اللغة العربية، والرياضيات، والكيمياء، وعلوم الطبيعة، ولقد تخرج منها في العام الدراسي 1928-1929م.

## الوظائف التي شغلها

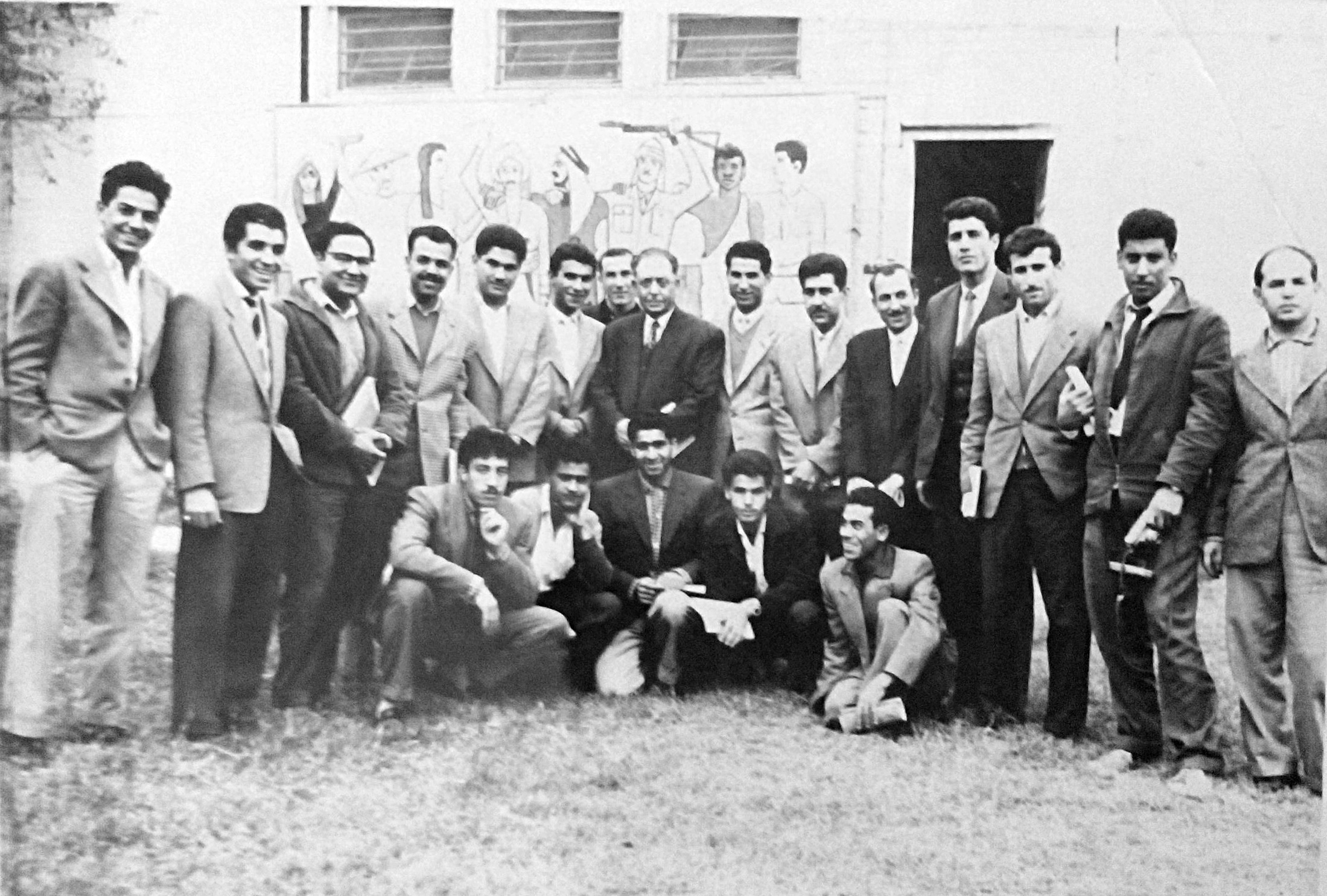
محمد شكري المفتي مع مجموعة من طلابه عندما كان عميد معهد الفنون الجميلة في بغداد فترة عقد الستينيات

وبعد حصوله على الشهادة العلمية عين معلما في مدرسة السيمر الابتدائية في لواء البصرة في 27 تشرين الثاني 1929م، ثم نقل إلى مدرسة العشار الابتدائية في 1 تشرين الأول 1932م، وأستلم إدارتها ثم أنتقل للتدريس في عدة مدارس في مدن البصرة، والكوت، وخانقين، وبغداد، حتى عام 1937م حيث إجتاز الامتحان الخارجي باللغة العربية وحصل على معدل 89% فنقل على أثر ذلك إلى ملاك المدارس الثانوية، بموجب الأمر الإداري 3534 في 4 آذار 1937م، والصادر من مديرية المعارف العامة في بغداد، وأشتغل في تدريس اللغة العربية في مدارس بغداد الثانوية وكذلك في لواء الرمادي والكوت، إلى أن حصلت الإرادة الملكية المرقمة 587 والمؤرخة في 18 أيلول 1952م، بنقله إلى معهد الفنون الجميلة للتدريس باختصاص اللغة العربية، وبقي فيه حتى إحالته على التقاعد عام 1972م.
ومن أبرز وظائفه:
- مدير ثانوية لواء الرمادي.
- مدير متوسطة الكوت.
- مدير معارف لواء الدليم وكالة في عامي 1947-1948م.
- عميد معهد الفنون الجميلة في بغداد (وكالة) عام 1961م.
- عمادة معهد الفنون الجميلة لشؤون الطلبة للأعوام 1954-1972م.

## مؤلفاته

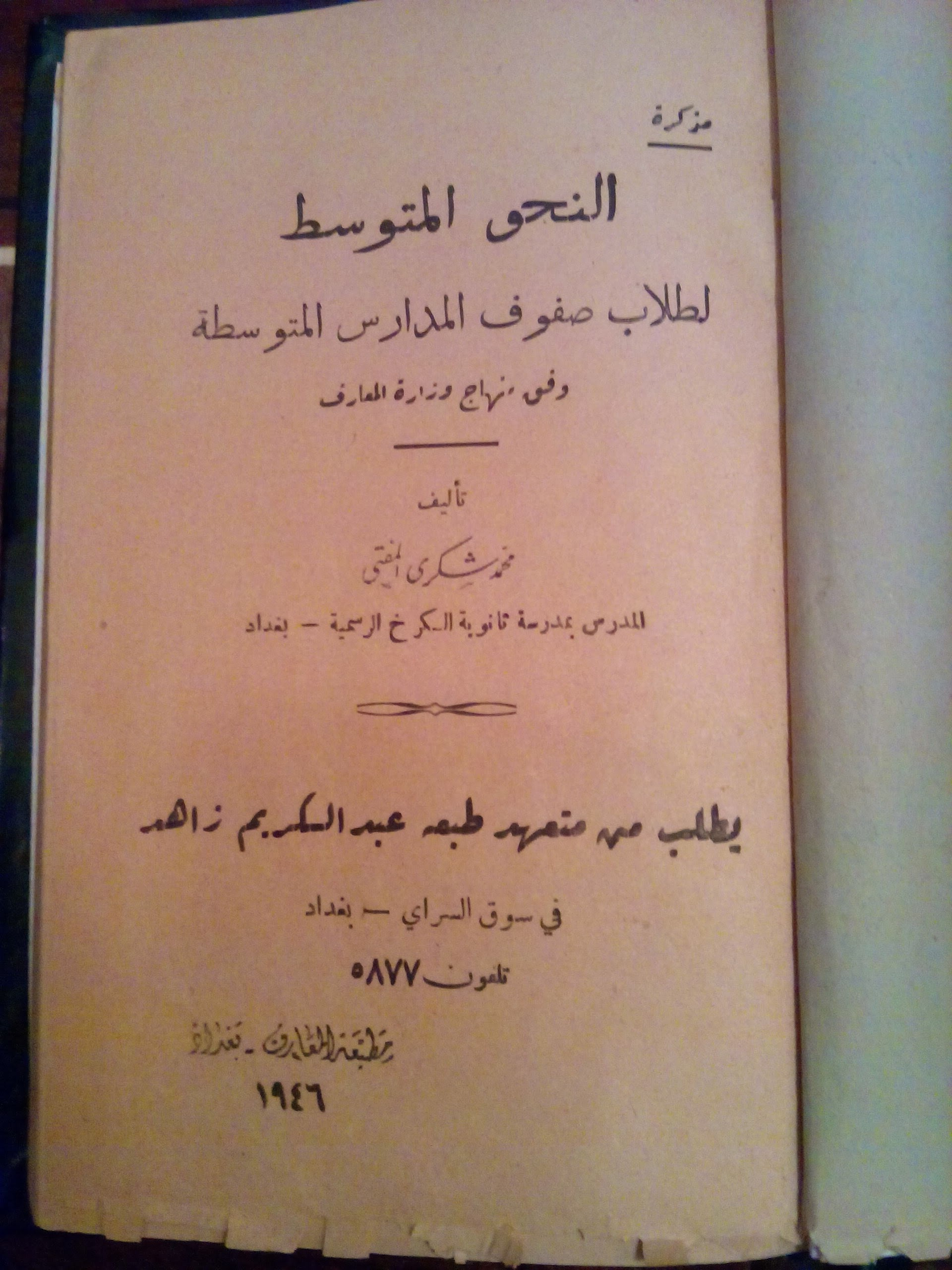
مذكرة في النحو المتوسط - أحد مؤلفات محمد شكري المفتي لطلاب المدارس المتوسطة في عام 1946

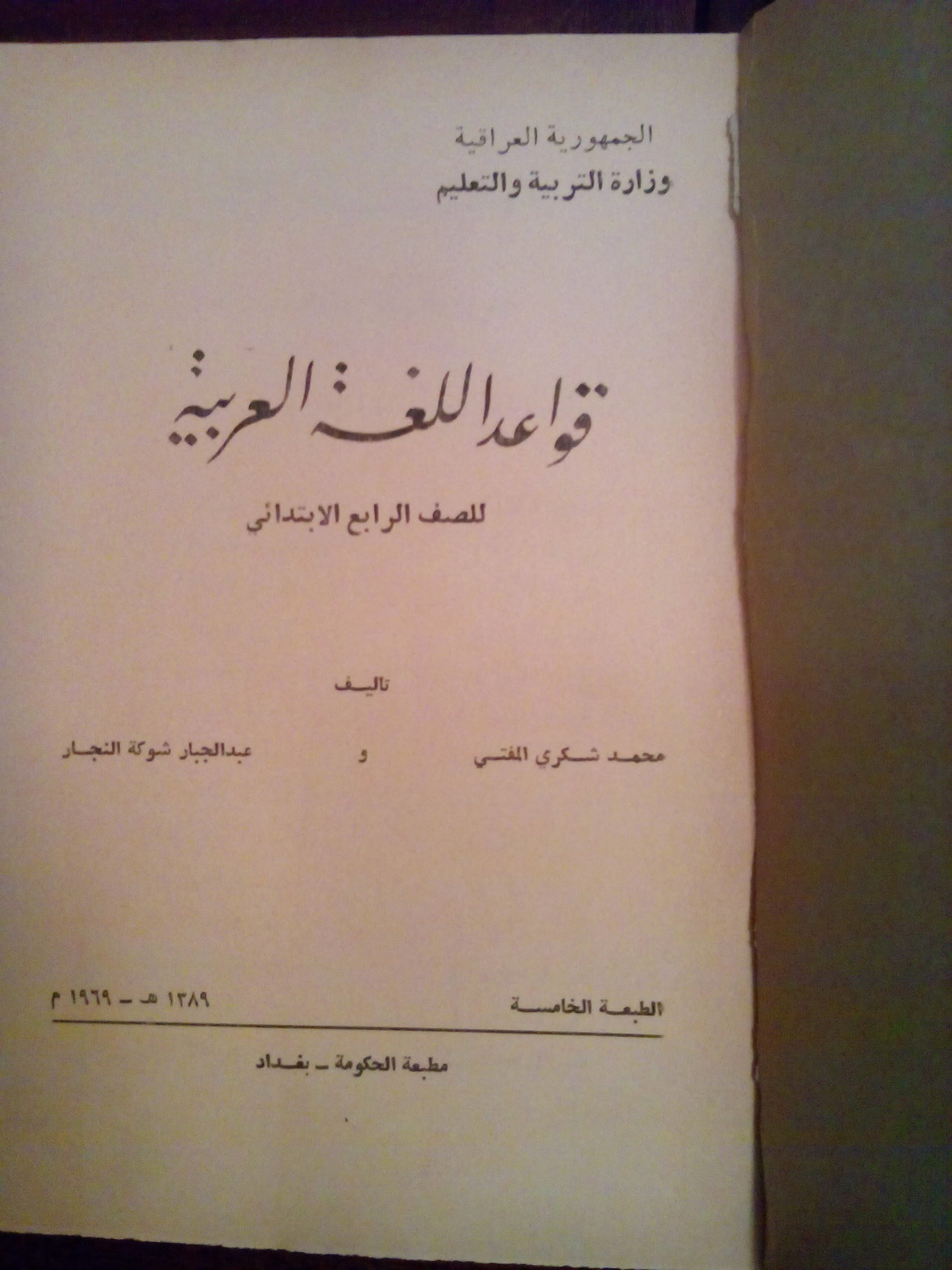
قواعد اللغة العربية - الكتاب المنهجي الذي ألفه لطلاب المدارس الابتدائية 1969

- مذكرة النحو المتوسط - لطلاب المدارس المتوسطة - مطبعة المعارف، بغداد 1946.
- قواعد اللغة العربية - للصف الرابع الابتدائي - الناشر وزارة التربية - بغداد 1965.[1]
- مقالة عن تاريخ معهد الفنون الجميلة، نشرت في النشرة الثقافية التي تصدرها دائرة الملحق الثقافي في سفارة الجمهورية العراقية في بيروت، في العدد الأول عام 1966م.
- له عدة بحوث في الصحف والمجلات.

## إنجازاته
كان من أبرز إنجازاته في اللغة العربية المساعدة في تكوين مجلس يعين وينشر ثقافة العربية في داخل العراق وخارجه، ولقد عين عضوا في لجنة المشروع بموجب الأمر الوزاري المرقم 11224 والمؤرخ في 12 آذار 1956م، برئاسة الاستاذ محمد بهجة الأثري.

## من عائلته
- محمد خيري المفتي وهو أخوه وكان كاتب وعالم بالفرائض الشرعية.
- توفيق بن أحمد عارف بن الملا قاسم، وهو ابن عمه وكان رحالة وباحث وأديب، ولد في مدينة عنة عام 1308هـ/1890م.[2]
- حقي توفيق المفتي، (1912 - 2004م)، ضابط عسكري، ووزير مفوض عراقي شارك في ثورة رشيد عالي الكيلاني.
- قاسم بن توفيق المفتي، (1924 -2002م)، طبيب وباحث علمي متخصص في مرض التدرن الرئوي.[3]

## وفاته
توفي محمد شكري في يوم الثلاثاء 14 تشرين الثاني 1972م، وشيع جثمانه في اليوم التالي إلى جامع الإمام الأعظم في الأعظمية ودفن في مقبرة الخيزران.